# Karl Fischer (Wandervogel)

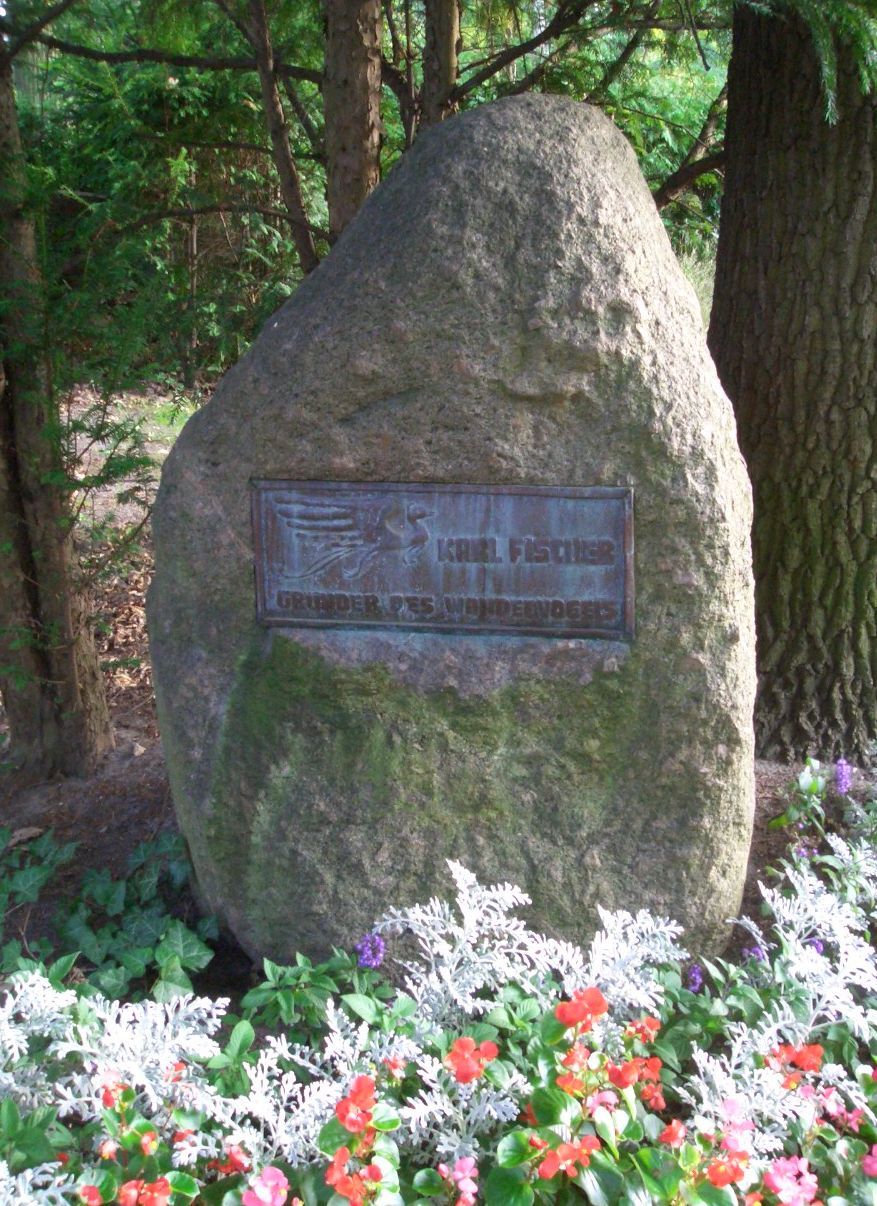
Ehrengrab für Karl Fischer auf dem Friedhof Steglitz in der Bergstraße

Karl Fischer (* 21. März 1881 in Berlin als Albert Julius Carl Fischer; † 13. Juni 1941 ebenda) war der Begründer der Wandervogelbewegung.

## Leben
Karl Fischer wurde am 21. März 1881 als Kind des Geometers Waldemar Fischer und seiner Frau Anna geb. Hinneburg in der Tempelhofer Vorstadt geboren. 1884 zog die Familie in die damals noch selbständige Gemeinde Steglitz, wo Karl Fischer im Frühjahr 1888 in die Vorschule des neu gegründeten Gymnasiums Steglitz eingeschult wurde.
Fischer, in den 1890er Jahren Schüler am Gymnasium Steglitz, nahm ab 1896 an Wanderungen teil, die der junge Stenographie-Lehrer Hermann Hoffmann für seine Klasse organisierte. Dadurch wurde er so motiviert, dass er beschloss, eine Wanderbewegung für Jugendliche ins Leben zu rufen. 1901 gründete er im Ratskeller des Steglitzer Rathauses den Wandervogel – Ausschuß für Schülerfahrten e. V.
Die Bewegung fand schnell zahlreiche Anhänger, die darin ein Mittel sahen, der bürgerlichen Enge des wilhelminischen Zeitalters zu entkommen und sich romantische Wünsche nach echten Naturerlebnissen zu erfüllen.
Fischer selbst trennte sich 1904 vom „Wandervogel“, wo man ihm allzu autoritäres Gebaren vorwarf, und gründete stattdessen eine neue Gruppe, den Alt-Wandervogel. Auch davon trennte er sich zwei Jahre später. 
Im Wintersemester 1901/02 schrieb sich Fischer für Chinesisch am Berliner Seminar für Orientalische Sprachen ein. Er erhielt dort neben dem Sprach- auch landeskundlichen Unterricht. Sein Studium der Rechtswissenschaft (und bis 1902 auch der Sinologie) in Berlin und Halle brach Fischer ab.
Im Herbst 1906 ging er als Einjährig-Freiwilliger zum III. Seebataillon nach China, in das deutsche Pachtgebiet Kiautschou (Qingdao). Noch während seiner militärischen Grundausbildung in Wilhelmshaven erreichte ihn die Nachricht vom Tod seines Vaters. Ende Februar 1907 ging Karl Fischer in Qingdao an Land. Gegen Ende seiner einjährigen Militärdienstpflicht, im Herbst 1907, wurde Karl Fischer nach einer mehrtägigen Militärübung zum Vizefeldwebel befördert. 
Im Anschluss an seinen Militärdienst blieb Fischer in China – zunächst, ab Juni 1908, als kaufmännischer Angestellter bei der Schantung-Bergbaugesellschaft. Danach war er von 1910 bis 1914 als Zeitungsredakteur in Shanghai bei Carl Fink tätig, dem Herausgeber der Zeitung „Der Ostasiatische Lloyd“. Fink setzte Fischer zunächst auf die im Jahr 1904 von Liang Qichao gegründete chinesische Reformzeitung „Shibao“ an. Fink besorgt dem Blatt 30 deutsche Anzeigenkunden; im Gegenzug berichteten die Redakteure die „Shibao“ auf „Vorschlag“ Fischers nicht über solche Agenturmeldungen, die „unfreundlich oder gar aufhetzend gegen Deutschland wirken würden“. Darüber hinaus trug Fischer in Zusammenarbeit mit einem chinesischen Übersetzer eigene, deutschfreundliche Artikel zur „Shibao“ bei.
Im Jahr 1910 platzierte dann das Auswärtige Amt zusammen mit dem Verleger Carl Fink eine pro-deutsche Propaganda-Zeitschrift in chinesischer Sprache: Die „Xiehebao“ („Hsieh-ho-pao“, dt.: „Harmonie-Zeitung“) wollte „eine größere Verständigung zwischen unsern beiden Ländern“ erreichen. Die Wochenschrift „Xiehebao“ wurde vom Auswärtigen Amt und von Hamburger Kaufleuten subventioniert. Fischer beendete seine Mitarbeit in der chinesischen Reformzeitung „Shibao“ und wurde unter seinem chinesischen Namen Fei Xili Chefredakteur der „Xiehebao“. Schon relativ bald lasen immerhin rund 1.600 Abonnenten Fischers positive Nachrichten über Deutschlands Industrie, Wissenschaft, Geschichte und Politik in chinesischer Sprache.
Im Herbst 1911 sammelte Karl Fischer etliche Fotografien des chinesischen Soldatenaufstandes in Wuchang, der schließlich zum Sturz der Kaiserherrschaft in China führte.
1913 gab Fischer seinen Posten als Chefredakteur der „Xiehebao“ auf und schrieb nur noch für den seit 1886 in Shanghai erscheinenden „Ostasiatischen Lloyd“, die älteste deutschsprachige Zeitung in China.
Bei Ausbruch des Ersten Weltkrieges im August 1914 erklärte Japan Deutschland den Krieg. Im Zuge der deutschen Mobilmachung wurde Karl Fischer als Vizefeldwebel der Reserve wieder in das deutsche Pachtgebiet nach Qingdao beordert. Japanische und britische Truppen belagerten Qingdao. Nach zwei Monaten gaben die Deutschen auf, und mehr als 4.600 deutsche Soldaten wurden als Kriegsgefangene nach Japan verschifft. Fischer brachte seine japanische Gefangenschaft in den Lagern Matsuyama und Bandō zu. Zwar endete der Erste Weltkrieg bereits im November 1918, Fischer wurde jedoch erst im Dezember 1919 aus der japanischen Kriegsgefangenschaft entlassen und durfte erst im Januar 1920 mit rund 1.000 anderen an Bord der Hofoku Maru nach Deutschland gehen. Als dieses Schiff am 25. Februar 1920 in Wilhelmshaven einlief, kehrte Karl Fischer nach 13 Jahren in China und Japan nach Deutschland zurück.
Karl Fischer fiel es jedoch schwer, in Berlin wieder Fuß zu fassen. Zunächst knüpfte er als Mitherausgeber der völkischen Zeitschrift „Der neue Bund“ an seine Redaktionstätigkeit in Shanghai an. Nach dem Scheitern dieser Zeitschrift versuchte Fischer vergeblich, in der Jugendpflege tätig zu werden und eine „Freie Schule Grün-Rot-Gold“ zu gründen. Die letzten Jahre seines Lebens verbrachte er abgeschieden in ärmlichen Verhältnissen. Geheiratet hat er nie. Unter den Nationalsozialisten wurde er mit einem „Ehrensold“ der HJ versorgt. Er starb im Alter von 60 Jahren als Vergessener am 13. Juni 1941 in seiner Steglitzer Wohnung in der Peschkestraße 2.

## Gedenken und Nachlass
In den 1960er Jahren wurde Fischer wiederentdeckt; seitdem schmückt sich der Bezirk Steglitz mit ihm und seinem Wandervogel. Im Steglitzer Stadtpark an der Albrechtstraße steht ein Gedenkstein (im Parkteil zwischen der Sedan- und Klingsorstraße) für die Wandervogel-Bewegung, und im Gymnasium Steglitz bekam ein Raum den Namen Karl-Fischer-Zimmer. 1956 wurde die Parkstraße in Berlin-Steglitz zu seinen Ehren in Karl-Fischer-Weg umbenannt.
1990 schenkte der Karl-Fischer-Bund seine umfangreiche Sammlung dem damaligen (Berliner) Bezirksamt Steglitz, jetzt Steglitz-Zehlendorf.